# 法国最高法院
法国最高法院（法語：Cour de cassation），或译翻案法院、审监法院、破毁法院，为法国的最高法院，担当法国的最后诉诸对象的司法法院。坐落於巴黎的司法宮。
法国最高法院是民事和刑事的最终上诉法院。作为司法法院，它不听取包括针对政府的索赔在内的案件，这类案件通常属于行政法院的范围，国务委员会担当最高上诉法院。法院在法国大革命期间于1790年在翻案法庭（Tribunal de cassation）的名下被建立，它的初始定位是有低级地方特权法院的修正司法权的复审法院。

## 组成
法院由法官、检察官办公室和法院行政办公室组成。另外，一个被专门认证的讼务律师的分离律师为在法国最高法院审理案件而存在。

### 法官和分庭
大体上，法院由接近85名审判委员（conseillers）和大约40名帮办委员（conseillers référendaires）组成，每个组被分为六个不同的分庭（chambres）：
- 第一民事庭（première chambre civile）处理家庭法、继承、儿童监护、专业纪律、个人权利、契約、义务
- 第二民事庭（deuxième chambre civile）处理离婚、侵权行为、民事索赔和选举事务
- 第三民事庭（troisième chambre civile）（或“土地法庭”）处理不动产、契约、住房、城市规划、产权转让、租约、取消赎回权
- 商事、财政和经济庭（chambre commerciale, financière et économique）处理公司、破产、商业、银行业和专利
- 社会庭（chambre sociale）处理劳动纠纷、工人赔偿金和福利
- 刑事庭（chambre criminelle）处理刑事案件

每个庭由一位作为庭长（président）的主席法官领导。这些主席法官担任被叫作首席庭长（premier président）或法院院长的首席法官。首席法官是国家的最高级司法官员，并因此负责法院行政部门和法官的纪律。现在的首席法官是文森特·拉曼达。法院也包括12名助理审理员（auditeurs），最低级法官，主要从事于行政部门。
除上面被提到的六个庭外，还有所谓的混合庭（chambre mixte）。混合庭的法官席位由首席法官和来自与被给的案件有关的至少三个其它庭的一些其他法官陪审。任何参与的庭由它的主席法官和两位陪席法官代表。
当召集法院全体会议（Assemblée plénière）审案时，由首席法官主持，如果他缺席时，则由最资深主席法官主持。它也由所有庭的主席法官和由来自每个庭的一位陪席法官协助的高级法官参与。法院全体会议是法院的最高级别。

### 检察官办公室
起诉方，或总检察院（parquet général），由总检察官（procureur général）领导。总检察官是一位司法官员，但他其实不审理案件，相反，他的功能是建议法官怎样诉讼，这类似国务委员会里的委员的角色。职责包括在法院前“在法律的名义下”把发起的提议归档以起诉案件，和在审理因犯罪而被送交受审的政府官员的共和国司法法院（Cour de justice de la République）前起诉案件。总检察官由2名总帮办检察官（premier avocat général）和大约22名总帮办（avocats généraux）的队伍，和2名助理检察官（substituts）协助。

### 最高法院律师
讼务律师（avocats），虽然不是法院的专门官员，却在司法的应有施与中扮演必需的角色。除了几种行为外，以讼务律师的形式的辩护律师对于被最高法院或国务委员会听取的任何案件是强制性的。有会见的专属权利并被许可在高级法院之一中从事法律工作的讼务律师带有国务委员会和最高法院辩护律师（avocat au Conseil d'État et à la Cour de Cassation）或被简称为委员会辩护律师（avocats aux Conseils）的头衔。发给许可证和准入最高法院律师特别难，要有特殊培训并通过著名的严格的考试。一旦被准入，律师成员被授权在当事人的行为是否可被法庭审理上建议当事人，那就是，可争论的和超过最低限定的必要条件——自从最高法院只听取关于法律的争议的案件而不是事实的争议的案件起的一项重要服务。成员资格被限制在60个总名额，并被认为公共机关。

## 职责
法院的主要宗旨是肯定或推翻低级法院在法律问题上的裁决。作为法国的最高级法律法院，它也有其它职责。

### 上诉
法院有对来自低级上诉法院的被允许的上诉的固有的上诉司法权（被叫作撤销原判上诉，法语为pourvois en cassation），除了通常不上诉的某些类型的小索赔案件。最高法院对维持或推翻低级上诉法院裁决有普遍司法权；如果裁决被推翻，裁决被说明为“被撤销”（casser），所以法国最高法院的法语名字是Cour de cassation，即最高法院。
尽管中级上诉法院基于事实发现或决定的错误听取来自低级上诉法院的上诉，法国最高法院决定关于被用在案件中的法律或程序的问题。低级法院可以呈请最高法院在诉讼程序期间在任何新的和复杂的法律问题上发布非正审判决；然而，任何这样的宣告不是最终的或决定性的命令。

### 上诉程序
一个案件由3至5名有关法庭的法官听审。对于民事或刑事案件，一般由3名法官听审，除非首席法官或法庭主席法官命令该案的承审法官扩充至全编5名法官听审。此外，起初被指派听审的3名法官的任何一名可以命令将处理该案的扩展到五名。如果案件进入由超过一个法庭处理的法定管辖范围，首席法官可以命令组建混合庭承审，而非扩充至全编5名单一法庭的法官，来审理该项案件。
最高法院能靠驳回上诉（rejet du pourvoi）或推翻下级法院的裁决（cassation）否定来自下级的决定。只要裁决的一部分被推翻，它就被叫作部分翻案（cassation partielle）。有时，法院可以推翻低级法院裁决并在没有被申请的情况下自动裁判案件（cassation sans renvoi），只要案件的价值和事实被记录在案。
当案件被推翻时，案件接着被发回第二上诉法院，即不是初始上诉法院，而且从来不与相同的法官一起。法官席位或混合庭的决定没有约束力，而且上诉法院有完全的自由裁量权以决定案件，但最高法院的裁决有说服性的价值。上诉法院的裁决可以被再次上诉至最高法院。如果这样，全体法院听审并裁判案件。它可以再次维持早期的决定或撤销它并把案件发给另一个上诉法院。在后面的情况中，全体法院在法律问题上的决定有约束力；然而事实可以由再审案件的法院重新检查。
被公布的判决极其简短，包含案件声明，引用有关的法律条款，和裁决摘要。裁决不包含判决依据，更典型的是普通法的司法权。相反，它被留给法律专家以解释裁决的重要性。法院时常彻底改变民法典或其它成文法被解释的方式。法律汇编，如达罗兹汇编，和由法律学者写作的专著通过判例分析和解释裁决。许多这些信息可通过在线数据库被得到。
在上诉没有被作出但政府不同意低级法院的法律解释的地方，它可以命令总检察官“在法院前为了法律的利益提起上诉”（former un pourvoi dans l'intérêt de la loi），即上诉以证明普遍的公共重要性。总检察官可以自愿或依照法院的命令为民事和刑事案件这样做。法院接着将发布咨询性意见，自从它令所有当事人感到满意并且所有当事人没有上诉的动机起，它与低级法院的裁决无关。如果政府对由法院申述的法律感到不满意，它可以要求国会改写法律，只要不与宪法性议题有关联。
与普通法司法权不同，在法国没有具有约束力的判例（遵循先例）的学说。所以，像最高法院那样的高级法院的过去的决定不约束相同等级中的低级法院，虽然它们时常被遵从并且有说服性价值。相反，法国的法律体系认同恒定司法权，据此法院应该遵从一系列与彼此一致的决定，而且法官应该就他们自己对法律的解释裁决。
重要的重罪和可起诉罪行（crimes）由省巡回法院中的陪审团审理。在过去，他们的决定不对中级上诉法院中的上诉开放，而在2001年前，只可以被向最高法院上诉。最高法院将只在程序和法律的问题上检查案件，并且当它宣布除极刑案件外的不普通的推翻原判时，此案件被给予第二个巡回法院以重审此案件。赞成这个体系的论点是，允许上诉在被陪审团审理后由有主动性的法官审理将在实质上否定受欢迎的管辖权。从2001年起，巡回法院裁决可以被在事实问题上向由最高法院给予的在另一个省的巡回法院并在大陪审团前上诉。案件接着被完全重审。对于程序性问题，自从靠陪审团审理运作的巡回法院将没有能力听取它们起，向最高法院上诉仍然是可能的。

### 其它职责
法院发布一份关于法国的法院体系的年度报告。报告包括一章法律的建议性更改，涉及包括刑事诉讼程序在内的法律体系。法院在被告被送至监狱后把赔偿金判给被开脱的被告。法院的一些高级成员是特别专门法院的职责成员；可以被召集以审判法国总统的叛国罪行的高级司法法院（Haute Cour de Justice）的调查委员会；可以被召集以审判现任或前任内阁部长在任时犯下的罪行的共和国司法法院（Cour de Justice de la République）；和担当法官纪律法院和纪律律师的最高司法官委员会（Conseil supérieur de la magistrature）。高级司法法院在第五共和国期间从未被召集，而共和国司法法院在第五共和国期间仅极少被召集。

## 其它有关的法院
最高法院不是法国最后诉诸对象的唯一法院。包括针对地方机构和国家的索赔在内的案件，包括所有行政分支决定和命令，由行政法院听取，这类案件的最后诉诸对象是国务委员会，它也有其它非司法性职责。在司法和行政法院之间似乎有同时存在的司法权或法律争议的案件中，无论两个法院是否都拥有司法权（“积极争议”）或退却司法权（“消极争议”），争议法院（Tribunal des Conflits）决定此争端。法院由来自两个高级法院的4名成员组成，而且偶尔，比如在赞成票和反对票相当的表决期间，司法部长也将主持。
这些法院都没有权力废止由法国国会通过的法律。然而，这些法院能拒绝施行它们认为与法国的国际条约义务不一致的任何法律条款。另一方面，宪法委员会有权废止被认为与法国宪法不一致的法律。在一部法律被颁布前，法国总统、国会两院之一的议长，或者，更通常地，来自同一议院的60名国会议员可以要求检查。一些法律，大多是组织法（loi organique），在没有被第一次呈交的情况下被送至宪法委员会检查。然而生效的法律不能被检查，这特别适用于在1959年前被颁布的法律，现在的宪法在1959年生效。然而，这些法院可以对成文法的应用采取限制性检查。
欧洲人权法院有司法权听取针对法国政府涉及所谓违反欧洲人权公约的争议。在欧洲人权法院即将听取案件前，在法国的法院体系中的所有改进措施必须被全部采用；这通常涉及遵循向最高法院或国务委员会裁决的上诉进程。然而，欧洲人权法院的介入被认为初例案件，而不是对法国法院裁决的上诉。
另外，法国的法院可以在尊重欧洲联盟的法律的前提下询问欧洲法院的意见。